# Четаріу
Четаріу (рум. Cetariu) — село у повіті Біхор в Румунії. Адміністративний центр комуни Четаріу.
Село розташоване на відстані 437 км на північний захід від Бухареста, 9 км на північний схід від Ораді, 128 км на захід від Клуж-Напоки.

## Населення
За даними перепису населення 2002 року у селі проживали 1072 особи.
Національний склад населення села:
| Національність | Кількість осіб | Відсоток |
| -------------- | -------------- | -------- |
| угорці         | 1023           | 95,4%    |
| румуни         | 40             | 3,7%     |
| цигани         | 9              | 0,8%     |

Рідною мовою назвали:
| Мова      | Кількість осіб | Відсоток |
| --------- | -------------- | -------- |
| угорська  | 1034           | 96,5%    |
| румунська | 38             | 3,5%     |